# 혈연
혈연(血緣)은 조상의 피를 이어받은 관계적 속성을 의미한다.

## 촌수
촌수(寸數)는 친등(親等)이라고도 한다. 촌이란 친족관계의 긴밀도를 재는 척도이므로 친족 사이가 어느 정도 가까운가 또는 먼가는 촌수에 의해 표시된다. 즉 촌수가 적으면 많은 것보다 근친간(近親間)임을 의미한다.  그런데 경우에 따라서는 '촌'이라는 말 자체가 친족을 나타내는 용어로 쓰이기도 한다. 예컨대 숙부를 '3촌', 종형제를 '4촌'이라고 하는 경우이다.  촌수를 계산하는 방법에는 계급등친제(階級等親制)와 세수등친제(世數等親制)가 있다. 우리나라 민법은 그 중 후자를 채택하고 있다. 예컨대 부모와 자녀 사이는 한 세대간이므로 1촌, 조부모와 손자는 두 세대간이므로 2촌으로 하는 식이다. 방계친족 사이는 가장 가까운 공동시조에서 각자에 이르는 세대수를 각각 계산하여 그 합계를 촌수로 정한다. 예컨대 형제 사이의 촌수를 정할 때에는 우선 공동시조인 부모를 발견해내고  형제 부모 사이의 1촌과 동생과 부모 사이의 1촌을 합계하여 2촌으로 한다.  이러한 방법은 자연혈족·법정혈족 및 인척에 모두 동일하게 적용된다. 다만 배우자 사이에는 촌수가 없는 것이 특색이다.

## 촌수/호칭 정보
|          | 관계                | 촌수                   | 명칭                   | 정식 호칭                                 |
| -------- | ------------------- | ---------------------- | ---------------------- | ----------------------------------------- |
| 동기호칭 | 형의 아내           | 없음                   | 형수(兄嫂)             | 형수, 형수님, 아주머니, 아주머님          |
| 동기호칭 | 오빠의 아내         | 없음                   | 올케                   | 새언니, 언니, 올케언니 / 올케님(지칭)     |
| 동기호칭 | 누나의 남편         | 없음                   | 매형(妹兄)             | 매형, 자형, 매부                          |
| 동기호칭 | 언니의 남편         | 없음                   | 형부(兄夫)             | 형부                                      |
| 동기호칭 | 남동생의 아내(남자) | 없음                   | 제수(弟嫂), 계수(季嫂) | 제수, 제수씨, 계수씨 / 제수님(지칭)       |
| 동기호칭 | 남동생의 아내(여자) | 없음                   | 올케                   | 올케 / 올케님 (지칭)                      |
| 동기호칭 | 여동생의 남편(남자) | 없음                   | 매부(妹夫)             | ○ 서방, 매부, 매제                        |
| 동기호칭 | 여동생의 남편(여자) | 없음                   | 제부(弟夫)             | ○ 서방, 제부                              |
| 처가호칭 | 아내의 아버지       | 촌수 없음 (아내의 1촌) | 장인(丈人)             | 장인어른, 아버님                          |
| 처가호칭 | 아내의 어머니       | 촌수 없음 (아내의 1촌) | 장모(丈母)             | 장모님, 어머님                            |
| 처가호칭 | 아내의 오빠         | 촌수 없음 (아내의 2촌) | 처남(妻男)             | 형님, 처남[어릴때]                        |
| 처가호칭 | 아내의 손위 올케    | X                      | 처남댁(妻男宅)         | 아주머니 / 아주머님 (지칭)                |
| 처가호칭 | 아내의 언니         | 촌수 없음 (아내의 2촌) | 처형(妻兄)             | 처형                                      |
| 처가호칭 | 아내의 형부         | X                      | 동서(同壻)             | 형님, 동서                                |
| 처가호칭 | 아내의 남동생       | 촌수 없음 (아내의 2촌) | 처남(妻男)             | 처남                                      |
| 처가호칭 | 아내의 손아래 올케  | X                      | 처남댁(妻男宅)         | 처남의 댁, 처남댁                         |
| 처가호칭 | 아내의 여동생       | 촌수 없음 (아내의 2촌) | 처제(妻弟)             | 처제 / 처제님 (지칭)                      |
| 처가호칭 | 아내의 제부         | X                      | 동서(同壻)             | 동서,○서방 / ○서방님 (지칭)               |
| 시가호칭 | 남편의 아버지       | 촌수 없음 (남편의 1촌) | 시(媤)아버지           | 아버님                                    |
| 시가호칭 | 남편의 어머니       | 촌수 없음 (남편의 1촌) | 시(媤)어머니           | 어머님, 어머니                            |
| 시가호칭 | 남편의 형           | 촌수 없음 (남편의 2촌) | 시숙(媤叔)             | 아주버님                                  |
| 시가호칭 | 남편의 형수         | X                      | 동서(同壻)             | 형님, 큰동서                              |
| 시가호칭 | 남편의 누나         | 촌수 없음 (남편의 2촌) | 시(媤)누이             | 형님 / 누님 (지칭)                        |
| 시가호칭 | 남편의 매형         | X                      | 시매부(媤妹夫)         | 아주버님 / 아주버니 (지칭)                |
| 시가호칭 | 남편의 남동생       | 촌수 없음 (남편의 2촌) | 시숙(媤叔)             | 도련님[미혼], 서방님[기혼] / 동생님(지칭) |
| 시가호칭 | 남편의 제수         | X                      | 동서(同壻)             | 동서 / 동서님(지칭)                       |
| 시가호칭 | 남편의 여동생       | 촌수 없음 (남편의 2촌) | 시(媤)누이             | 아가씨, 아기씨 / 동생님 (지칭)            |
| 시가호칭 | 남편의 매부         | X                      | 시매부(媤妹夫)         | 서방님 / [자녀]고모부 (지칭)              |

## 같이 보기
- 계촌법